# Illes Salomó
Les Illes Salomó, també anomenat Salomó, és un estat insular d'Oceania, situat al Pacífic Sud, a l'est de Papua Nova Guinea, que ocupa la major part de l'arxipèlag homònim; és part del Commonwealth i té el rei d'Anglaterra com a cap d'estat. Té 28.450 km² d'extensió i una població de 470.000 habitants (2004). La capital n'és Honiara. Antiga colònia britànica des de la dècada de 1890, Salomó van obtenir la independència el 7 de juliol de 1978. Salomó és una monarquia parlamentària. El cap d'estat és el rei d'Anglaterra representat per un governador general, que actualment és David Vunagi.
Format per més de 990 illes, entre les quals: Choiseul o Lauru, les illes Shortland, les illes de Nova Geòrgia, Santa Isabel o Bogotu, les illes Russell, les illes Florida, Malaita o Mala, Guadalcanal, Sikaiana, Maramasike, Ulawa, Uki, Makira, Santa Ana, Rennell, Bellona i les illes Santa Cruz. L'arxipèlag de les Salomó comprèn també les illes Buka i Bougainville, pertanyents a Papua Nova Guinea. La distància entre l'illa més occidental i la més oriental és d'uns 1.500 km. Especialment les illes Santa Cruz, al nord de Vanuatu, es troben apartades a més de 200 km de les altres illes.
En algunes de les illes principals hi ha volcans amb diversos graus d'activitat, mentre que moltes de les illes més petites són simples atols minúsculs coberts de sorra, canyes i palmeres.

## Formació
Les illes Salomó i l'arxipèlag de les Noves Hèbrides són exemples d'arc insular per la convergència de les plaques tectòniques, la placa de la mar de Salomó es subdueix per sota de la placa indo-australiana.

## Geografia

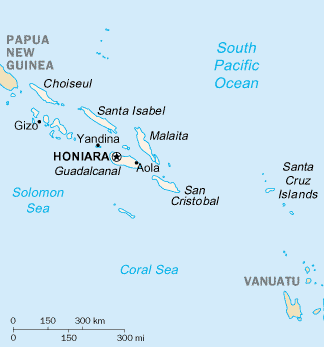
Mapa de les Salomós.

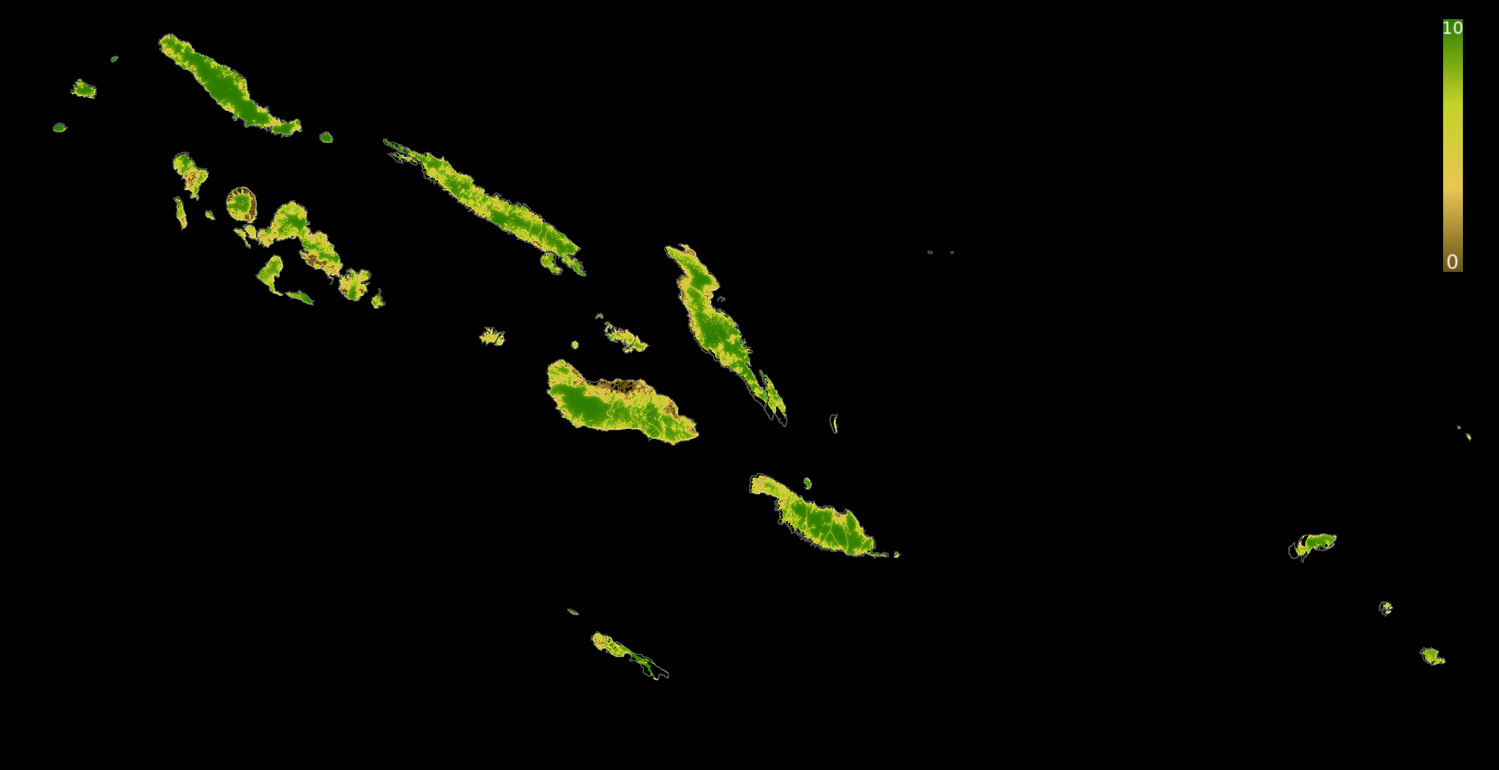
Els Salomons tenien una puntuació mitjana de l'Índex d'Integritat del Paisatge Forestal 2019 de 7,19, situant-lo en 48 de

Les illes Salomó es troben a cavall de dos arxipèlags: el de les illes Salomó, compartit amb Papua Nova Guinea, situat al nord-oest, i el de les illes Santa Cruz, situat al sud-est. Aquest darrer arxipèlag està ocupat per bona part de la província de Temotu. La resta del país es troba a les Illes Salomó. L'illa de Bougainville de Papua Nova Guinea pertany geogràficament a les Illes Salomó. El país està situat a Oceania, a la zona geogràfica anomenada Melanèsia on ocupa diversos espais marítims. Les illes més grans, al nord-oest, es troben al mar Salomó; a l'est-sud-est les illes Santa Cruz i Duff banyen el mar del Coral, a excepció de Tikopia, Anuta i Fatutaka que, més a l'est, es troben a l'oceà Pacífic Sud. A més, aquest últim limita per tots els costats amb l'atol de Sikaiana, que està aïllat 196 km a l'est-nord-est de l'illa de Malaita. Les illes principals són Choiseul, illes Nova Geòrgia, Santa Isabel, illes Russell, illes Florida, Malaita, Guadalcanal, Sikaiana, Maramasike, Sa'a, Uki Ni Masi, San Cristóbal, Santa Ana, Rennell, Bellona i les illes Santa Cruz.
La distància entre les illes més occidental i oriental és d'aproximadament 1.500 km. Al sud-est, les illes Santa Cruz, que es troben al nord de Vanuatu, estan particularment aïllades, a més de 200 km de les altres illes. Els volcans amb diferents graus d'activitat es troben en algunes de les illes més grans, mentre que diverses de les illes més petites són simplement petits atols coberts de sorra i cocoters.
Al nord-oest de l'arxipèlag, l'illa de Bougainville i altres petites illes relacionades estan incloses geogràficament a les Salomon (d'aquí el seu nom anglès de North Solomons), encara que políticament estan adscrits a Papua Nova Guinea amb estatus autònom des de 2004.

## Història
Arxipèlag de l'Oceania propera (és a dir, illes que, en la seva majoria, són intervisibles, facilitant la navegació entre elles), va ser poblat des de la primera fase d'expansió de la cultura Lapita d'Oceà, per poblacions sens dubte erròniament descrites com a melanèsia per Jules Dumont el 1831 perquè estan estretament emparentats amb totes les poblacions austronesies veïnes, i de les quals res, des del punt de vista lingüístic i cultural, no els distingeix. Més properes a la llar inicial (situada a les Illes de l'Almirallat), es troben, sens dubte, entre les més fragmentades, sobretot des del punt de vista lingüístic. D'altra banda, no existeix cap parentiu estret amb els papus.
El Regne Unit va establir un protectorat sobre les Illes Salomó a la dècada de 1890, com a part de la Comissió del Pacífic Occidental, i davant l'expansió colonial alemanya en aquesta regió, particularment a Nova Guinea i Samoa.
En aquestes illes es van produir combats molt intensos entre els Estats Units i el Japó durant la Segona Guerra Mundial (Campanya de les Illes Salomó).
L'autonomia es va concedir el 2 gener 1976 i la independència es va proclamar el 7 juliol 1978. Peter Kenilorea es converteix en el primer líder del país.
El 1986, l'arxipèlag va demanar ajuda internacional després de ser devastat per un cicló tropical.

### seglexxi
Al juliol de 2003, el governador general de les Illes Salomon va sol·licitar oficialment ajuda internacional.
Un gran contingent de seguretat internacional, anomenat RAMSI, comandat per Austràlia i Nova Zelanda, format per soldats i policies, i amb representants d'una vintena d'altres nacions del Pacífic, incloses Tonga, Fiji i Papua Nova Guinea, va començar a desplegar-se l’agost 2003, sota les autoritats. el nom de l'operació Helpem Fren (terme que significa «ajudar a un amic» en pidgin local). Aquesta força d'assistència regional està avui en disputa. Michael Maina, el ministre de policia de les Illes Salomó, va estimar a principis de 2005 que aquesta força s'havia de revisar a causa de deficiències greus. D'altra banda, Peter Noble, neozelandès, diputat del coordinador especial de RAMSI, deixa el càrrec sent cordialment felicitat per Sir Allan Kemakeza. El coordinador actual és un australià, James Batley, diplomàtic de carrera. La mort d'un jove agent de policia australià, assassinat a trets a principis desembre 2004, va provocar l'enviament d'una companyia d'un centenar d'homes.
El 2 abril 2007, l'arxipèlag va ser colpejat per un violent terratrèmol seguit d'un tsunami (sisme de les Illes Salomó de 2007). Un nou terratrèmol, de magnitud M w 8, va tocar el país el 6 de febrer de 2013 (sisme de les Illes Salomó de 2013).
Els problemes actuals que qüestionen la viabilitat d'aquest arxipèlag són, entre d'altres: el dèficit pressupostari, la desforestació i la malària. El continuat descontentament de la població porta a un cessament gairebé total de l'activitat normal; els funcionaris no cobren durant mesos i les reunions del gabinet s'han de celebrar en secret per evitar que els senyors de la guerra locals s'interposin.
El novembre de 2021 van esclatar disturbis motivats per les dificultats econòmiques, el seu agreujament per la pandèmia de la COVID-19 i per la rivalitat entre les illes de Malaita, que es consideren abandonades, i Guadalcanal, seu de la capital Honiara. Apunten especialment al seu districte xinès, les tensions s'han empitjorat el 2019 quan el govern va decidir reconèixer la Xina i ja no Taiwan.
L’abril 2022, la Xina va anunciar que havia signat un acord de seguretat amb les Illes Salomó, que va fer que Austràlia i els Estats Units temien l'establiment de bases militars xineses.

## Demografia
| 1960    | 1961    | 1962    | 1963    | 1964    | 1965    | 1966    | 1967    | 1968    | 1969    | 1970    | 1971    | 1972    | 1973    | 1974    | 1975    | 1976    | 1977    | 1978    | 1979    | 1980    | 1981    | 1982    | 1983    | 1984    | 1985    | 1986    | 1987    | 1988    | 1989    | 1990    | 1991    | 1992    | 1993    | 1994    | 1995    | 1996    | 1997    | 1998    | 1999    | 2000    | 2001    | 2002    | 2003    | 2004    | 2005    | 2006    | 2007    | 2008    | 2009    | 2010    | 2011    | 2012    | 2013    | 2017    |
| 117.869 | 121.403 | 125.068 | 128.863 | 132.787 | 136.847 | 141.027 | 145.354 | 149.926 | 154.876 | 160.292 | 166.214 | 172.599 | 179.354 | 186.338 | 193.447 | 200.642 | 207.942 | 215.353 | 222.905 | 230.614 | 238.488 | 246.502 | 254.602 | 262.719 | 270.809 | 278.846 | 286.868 | 294.962 | 303.258 | 311.849 | 320.764 | 329.984 | 339.490 | 349.250 | 359.236 | 369.439 | 379.861 | 390.493 | 401.323 | 412.336 | 423.529 | 434.880 | 446.335 | 457.827 | 469.306 | 480.745 | 492.148 | 503.541 | 514.964 | 526.447 | 537.997 | 549.598 | 561.231 | 611.343 |

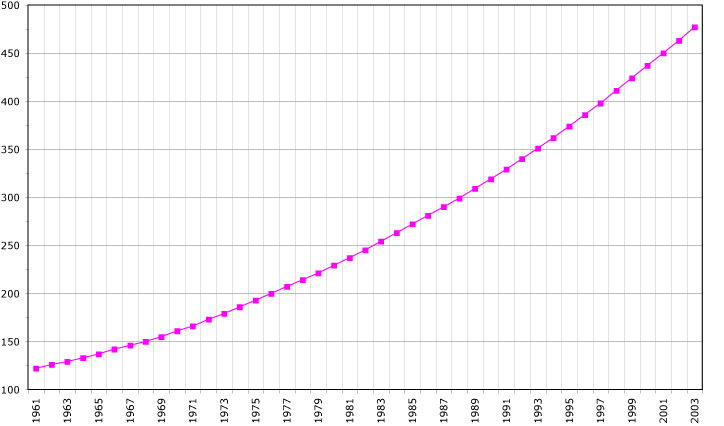
Evolució de la demografia entre 1961 i 2003 (xifres FAO, 2005). Població en milers d'habitants.

Les Salomó tenien 667.000 habitants el 2018, és a dir, una densitat de 23 hab./km² . Així, el creixement de la població és del 2,1 %. Les illes més poblades en aquella època eren les de Malaita (155.000) i Guadalcanal (237.000). Honaira, la capital, a l'illa de Guadalcanal, té 216.000 habitants. Cap altra ciutat supera 10.000 habitants.

### Idiomes
L'idioma oficial dels Salomons és l'anglès. La llengua més estesa és Solomon Pijin, proper al bichelamar parlat a Vanuatu.
Moltes llengües meso-melanesianes (al voltant de seixanta, al voltant dels 90 % de la població) s'hi parlen nadius, així com quatre llengües papuanes, algunes llengües polinesies i fins i tot el gilbertí, una llengua micronèsia.

### Religió
Segons el Pew Research Center, l'any 2010, el 97,4% dels residents de les Illes Salomó són cristians, principalment protestants (76,6 %) i en molt menor mesura catòlics (19 %)). A més, l'1,3 % de la població practica una religió popular.
Segons les xifres del cens de 2015 presentades pel Ministeri d'Afers Exteriors francès, la proporció de cristians dins de la població és del 92 %, dels quals el 45 % anglicans, el 18 % de catòlics, el 12 % metodistes, el 9 % de baptistes. A més, l'arxipèlag compta amb una gran comunitat bahá'í i uns quants centenars de musulmans.

## Política
Les Illes Salomó són una democràcia parlamentària basada en el sistema de Westminster — és a dir, inspirat en gran part en el model polític britànic. Com que les Illes Salomó són un dels quinze reialmes de la Commonwealth, el cap d'estat és actualment Carles III. La monarquia salomònica es troba en un estat d’unió personal amb la monarquia britànica, amb el monarca britànic portant així la corona salomònica. Els deures del monarca, en la seva absència, són delegats a un governador general, nomenat pel rei per recomanació del Parlament. Les funcions del monarca i del governador general són cerimonials i simbòliques.
El cap del govern és un primer ministre, elegit pel Parlament, i que governa sempre que tingui el suport d'una majoria de diputats.
El Parlament nacional és un òrgan unicameral compost per cinquanta diputats elegits en el mateix nombre de circumscripcions per sufragi universal, cada quatre anys o després d'una dissolució, i un president (orator) escollit fora del Parlament pels diputats.

### Subdivisions administratives
Les Salomon es divideixen en les nou províncies Central, Choiseul, Guadalcanal, Isabel, Makira-Ulawa, Malaita, Rennell i Bellona, Temotu i Occidental, cadascuna governada per una assemblea provincial electa. A les províncies s'afegeix el territori que acull la capital, Honiara, governada per un consell municipal independentment de qualsevol província.
La província de Temotu, situada a les illes Santa Cruz, és l'única que no depèn geogràficament de l’arxipèlag de les illes Salomó.

### Inestabilitat política i corrupció
A causa de la multitud de partits polítics, als quals els diputats a vegades s'adhereixen temporalment i que no es basen en diferències de programa clares i duradores, els governs estan formats per coalicions que reuneixen diversos partits i també per diputats independent s. Aquestes coalicions sovint són inestables; És habitual que els membres del govern s'incorporin a l'oposició, o viceversa, provocant la caiguda del govern durant el seu mandat.
El 2017, un informe de Transparència Internacional va descriure l'arxipèlag com molt corrupte.
La corrupció i la inestabilitat del govern dificulten que l'estat actuï en resposta a desastres naturals i crisis econòmiques.

## Economia
L'economia de subsistència és el sector econòmic més important. La major part de la població depèn de l'agricultura, la pesca i la silvicultura almenys durant una part de la seva vida.
La majoria de productes manufacturats i derivats del petroli s'han d'importar. Les illes són riques en recursos minerals poc explotats com el plom, el zinc, el níquel i l'or.

### Crisi econòmica des de finals de la dècada del 1990
Els problemes econòmics del sud-est asiàtic van provocar un fort descens de la indústria de la fusta i la producció econòmica va disminuir aproximadament un 10 % l'any 1998.
El govern ha instaurat retallades salarials a la funció pública i altres sectors. L'economia es va recuperar parcialment el 1999 gràcies a l'augment dels preus mundials de l'or i al primer any complet de funcionament de la mina Gold Ridge. Tanmateix, a mitjans d'any, el tancament de la principal plantació de palma d'oli del país fa ombra sobre les perspectives de futur. És probable que la desastrosa situació política faciliti el creixement econòmic.

### Desforestació
Ja s'han emès més de 100.000 alertes, amb la Xina al centre d'aquesta crisi, segons Bill Laurance, professor d'ecologia tropical a la Universitat James Cook.

## Recursos naturals
Els ecosistemes del mar de Salomó, que forma part del Triangle de corall són dels més diversos i intactes del planeta a la terra, amb la biodiversitat més alta d’espècies de corall i peix de la Terra, i que han donat subsistència a la població local de manera sostenible durant milers d’anys. El canvi recent a explotació comercial de boscos marins i esculls, i els impactes relacionats amb el canvi climàtic han exercit i continuaran pressionant aquests recursos.

## Cultura

### Mitjans de comunicació

#### Els diaris
Hi ha un diari, el Solomon Star, un lloc web de notícies en línia, Solomon Times Online (www.solomontimes.com), dos setmanaris, Solomon's Voice i Solomon Times, i dos mensuals, Agrikalsa Nius i Citizen's Press.

#### Ràdio
La ràdio és el tipus de mitjans de comunicació més influent a les Illes Salomó a causa de les diferències lingüístiques, l'analfabetisme i la dificultat de rebre senyals de televisió en algunes parts del país .
La Corporació de Radiodifusió de les Illes Salomó (SIBC) opera serveis de ràdio públics, incloses les estacions nacionals Radio Happy Isles 1037 en ona mitjana i FM: Wantok FM 96.3 i estacions provincials Radio Happy Lagoon abans, Radio Temotu. Hi ha dues emissores de FM comercials, Z FM a 99,5 Mhz a Honiara, però que es poden rebre a una gran majoria de l'illa fora d'Honiara, i PAOA FM a 97,7 Mhz a Honiara (també emetent a 107,5 Mhz a Auki) i una ràdio FM comunitària. estació, Gold Ridge FM a 88,7 MHz.

#### Televisió
No hi ha cap servei de televisió que cobreixi el conjunt de les Illes Salomó i només està disponible als sis centres principals de quatre de les nou províncies.
Es poden rebre canals de televisió per satèl·lit.
A Honiara, hi ha un servei de televisió analògic d'alta definició digital i en línia gratuït anomenat Telekom Television Limited, operat per Solomon Telekom Co Ltd i retransmès en diversos serveis de televisió regionals i internacionals, com ara: ABC Austràlia i BBC World News. Els residents també poden subscriure's a SATSOL, un servei de televisió digital de pagament, que transmet televisió per satèl·lit.

#### Censura des del 2022
El 2022, el govern molt controvertit del primer ministre Manasseh Sogavare va criticar la corporació de radiodifusió pública d'Austràlia, l'Australian Broadcasting Corporation (ABC), per la seva cobertura de la relació del govern de Sogavare amb la República Popular de la Xina. L'ABC va respondre que el seu informe simplement informava del punt de vista dels residents de l'illa. El govern de Sogavare també es va plantejar durant un temps prohibir l'entrada de periodistes estrangers que no respectaven les expectatives del govern, així com prohibir Facebook, que és un mitjà d'accés per als habitants de les Illes Salomó a punts de vista hostils al govern.
El 2022, el govern de Sogavare va acusar la Corporació de Radiodifusió de les Illes Salomó (l'empresa pública nacional de radiodifusió) de donar massa veu a les figures de l'oposició parlamentària, i va derogar al juny, sense consulta, la condició d’empresa pública de la SIBC. Va posar així el SIBC sota el control directe del govern, tot i que prometia respectar la seva independència editorial i no exercir la censura. Ara bé, el comitè de gestió del SIBC va ser nomenat pel primer ministre, i des de finals de juliol, el govern va censurar el SIBC ordenant-li que no emetés opinions crítiques amb el govern. La Federació Internacional de Periodistes condemna aquesta presa de possessió del SIBC per part del govern.

### Música

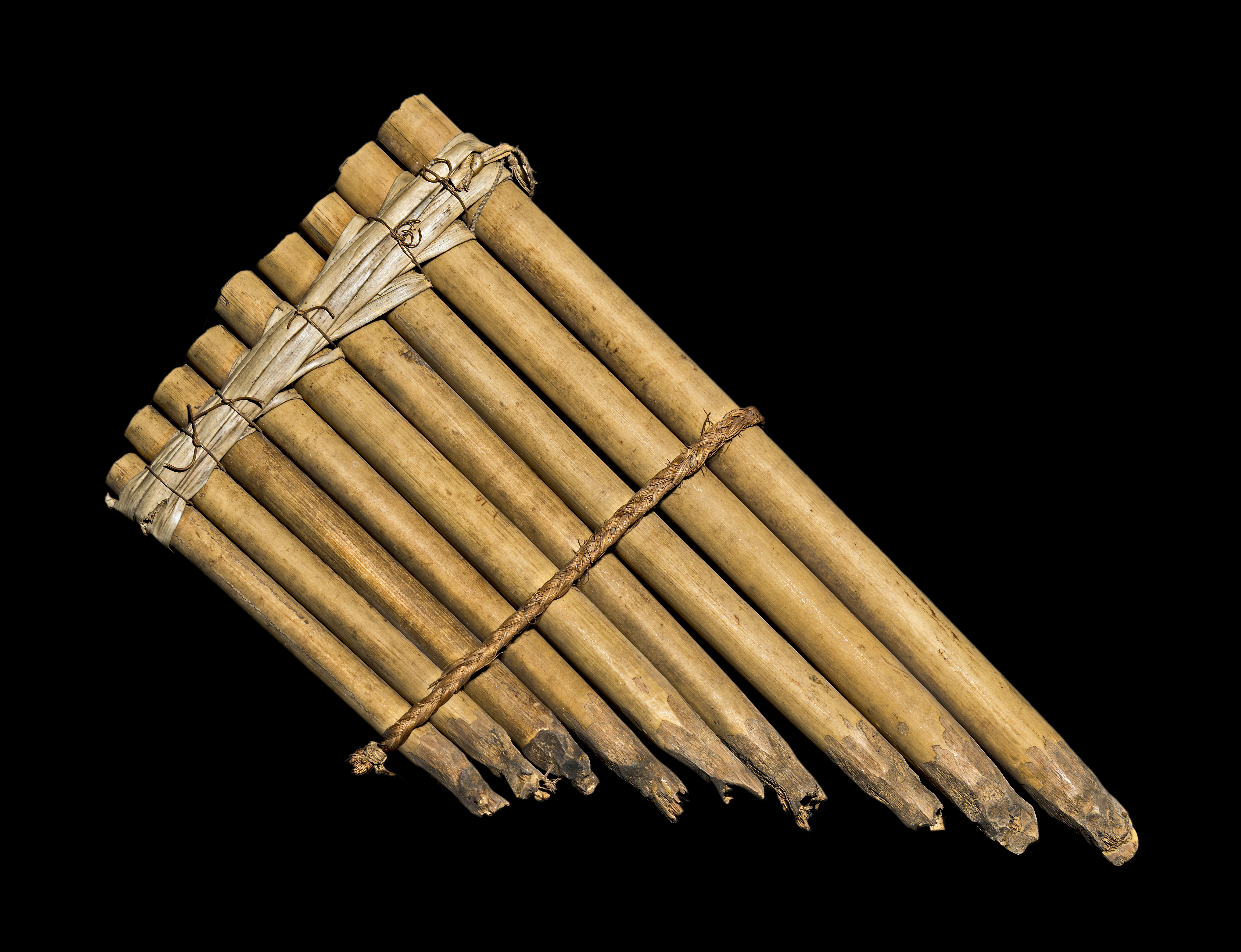
Flauta de pan tradicional del segle XIX (MHNT).

Molt present en la cultura tradicional, la música es basa en grans conjunts de flautes de pan.